# Хангаку Годзэн
Хангаку Годзэн (яп. 坂額御前  Hangaku Gozen) — воительница-самурай, одна из немногих японских воинов-женщин, широко известная в истории и классической литературе.

## Происхождение
Хангаку Годзэн жила в конце периода Хэйан — в начале периода Камакура. Она была дочерью воина по имени Дзё Сукэкуни (яп. 城資国), у неё были братья и сёстры Дзё Сукэнага (яп. 城資永) и Дзё Нагамоти (яп. 城長茂) (или Сукэмоти (яп. 助茂)).

## Карьера и захват
В 1180—1185 годах Томоэ Годзэн сражалась в войне Тайра и Минамото наравне с мужчинами. Дзё были воинами, союзниками рода Тайра провинции Этиго (современная префектура Ниигата). Они проиграли в сражении и понесли большие потери. В 1201 году вместе с племянником Дзё Сукэмори (яп. 城資盛) Хангаку Годзэн подняла войска в ответ на покушение на Сукэмото (восстание Кэннин), чтобы свергнуть Сёгунат Камакуры. Хангаку и Сукенага заняли оборонительную позицию в форту у Тоссакаяма, противостоя атаке Сасаки Морицуна (яп. 佐々木盛綱). Хангаку командовала 3000 воинами против 10000 армии клана Ходзё.
В бою она получила ранение от стрелы и попала в плен. Хангаку доставили в Камакуру и представили сёгуну Минамото-но Ёрииэ. На женщину обратил внимание Асари Ёсито (яп. 浅利義遠), воин из клана Каи-Гендзи и получил разрешение сёгуна жениться на ней. Супруги поселились в Каи и прижили дочь.

## Образ в культуре
Хангаку фигурирует в Адзума Кагами.
Хангаку была «бесстрашной, как мужчина, и красива, как цветок», в бою пользовалась нагинатой. Воительница изображена во многих рассказах, включая автора Куниёси, который выпустил серию о воительницах. Там упомянуты также исторические или литературные деятели, как Томоэ Годзэн, Сизука Годзэн и Ходзё Масако.